# Irma Stern
Irma Stern (Schweitzer-Renecke, Transvaal, 1894-Ciudad del Cabo, Sudáfrica, 23 de agosto de 1966) fue una pintora sudafricana cuya trayectoria tuvo un amplio reconocimiento nacional e internacional.

## Biografía
Nació el 2 de octubre de 1894 en Schweitzer-Renecke, una pequeña ciudad en el Transvaal, de padres judeo-alemanes. Su padre fue internado por los británicos en un campo de concentración durante la guerra sudafricana debido a sus inclinaciones pro-bóer. Irma y su hermano pequeño, Rudi, fueron llevados a Ciudad del Cabo por su madre. Después de la guerra, la familia regresó a Alemania. Este viaje tendría gran influencia en el trabajo de Irma.
En 1913 Stern estudió arte en Alemania en la Academia Weimar, en 1914 en el Levin-Funcke Studio y a partir de 1917 con Max Pechstein, uno de los fundadores del Novembergruppe. Stern estuvo asociada a los pintores expresionistas alemanes de este periodo. Realizó su primera exposición en Berlín en 1919. En 1920 regresó a Ciudad del Cabo con su familia, allí fue rechazada y ridiculizada como artista en un principio, antes de convertirse en una artista reconocida en la década de los 40.
En 1926 se casó con su antiguo tutor, el doctor Johannes Prinz, que posteriormente llegó a ser profesor de alemán en la Universidad de Ciudad del Cabo. Se divorciaron en 1934.
Irma Stern viajó mucho por Europa y exploró el sur de África, Zanzíbar y la región de Congo. Estos viajes le proporcionaron una amplia gama de temas para sus pinturas y le dieron la oportunidad de adquirir y reunir una colección de artefactos. El sueño de Stern era viajar: estuvo en varias ocasiones en Madeira,  Dakar, Senegal, Congo, Zanzíbar, África Central, España y Francia. Irma Stern rechazó viajar a Alemania durante el periodo 1933 - 1945. En cambio, viajó mucho por Sudáfrica, por ejemplo en 1926 fue a Suazilandia y Pondoland, en 1933 a Namaqualand, en 1936 a varios lugares, y en 1941 al Cabo Oriental. Estas expediciones dieron como resultado una riqueza de creatividad y energía artística, así como la publicación de dos revistas ilustradas; Congo publicado en 1943 y Zanzíbar en 1948.
Realizó casi cien exposiciones individuales durante su vida, tanto en Sudáfrica como en Europa: Alemania, Francia, Italia e Inglaterra. A pesar de ser reconocida en Europa, en un principio su trabajo no fue apreciado en Sudáfrica, donde los críticos ridiculizaron sus primeras exposiciones en la década de 1920 con reseñas tituladas "Art of Miss Irma Stern - La fealdad como un culto".
El Museo Irma Stern fue fundado en 1971 en la casa donde había vivido la artista durante casi cuatro décadas. Ella se trasladó a Rondebosch en 1927 y vivió allí hasta su muerte. Varias de las habitaciones están amuebladas como ella ordenó, mientras en el piso de arriba hay una galería comercial utilizada por artistas contemporáneos de Sudáfrica.
El 8 de mayo de 2000, una de sus obras se vendió al Sotheby's South Africa en Johannesburgo por una cifra histórica. Este récord fue superado en varias ocasiones por otras obras de Stern, que se convirtieron en récords de ventas de arte sudafricano hasta el momento.
El 11 de noviembre de 2012, el cuadro de Stern, Fishing Boats, fue robado junto con otros cuatro de un museo de Pretoria. Una denuncia llevó a la policía sudafricana hasta un cementerio en Port Elizabeth, donde cuatro de los cinco cuadros se recuperaron de debajo de un banco.

## Galería

El mantón dorado. Óleo sobre tela. Datado en 1945. ISANG 57/33